# Oporinia neglectata
Oporinia neglectata là một loài bướm đêm trong họ Geometridae.